# الغنوصية والعهد الجديد
تناقش هذه المقالة العلاقة بين الغنوصية والعهد الجديد. كانت الغنوصية مجموعة متنوعة من الحركات تعتمد غالبا على المسيحية واليهودية. لم يشر الغنوصيون لأنفسهم بهذا الاسم لكن أعداءهم لقبوهم به في معظم الأوقات وكذلك العلماء الحديثون. اشتركت هذه الحركات بالسرية لكن ما ربطها أساسا هو الغنوسيس والذي يشير لمعرفة من نوع شخصي أو العرفان الصوفي. اعتمدت الحركات على معرفة الإله بدلا من الإيمان كطريق للخلاص ولذا ارتبطت بالصوفية. وبالرغم من أن الغنوصية قد قضي عليها في القرنين الرابع والخامس لكن حركات في العصور الوسطى مثل كاثار ارتبطت بها رغم وجود اعتراضات على ذلك. استخدم كثير من الغنوصيين التشبيه والأمثال في تفسيراتهم للنصوص المقدسة.
يصور الغنوصية الإله الخالق بأنه شرير ومختلف عن الإله النوراني الأصلي المنفصل عن العالم. ويصفون المادة Matter بالفساد.
بعد ظهور مخطوطات نجع حمادي توصل الباحثون لفهم جانب كبير من فلسفة وعقائد الغنوصية السرية، وأسلوبهم في تأويل نصوص العهدين القديم والجديد بصورة تناسب مفهومهم عن العالم والكون والخلق.